# Telipogon lueri
Telipogon lueri är en orkidéart som beskrevs av Dodson och David Edward Bennett. Telipogon lueri ingår i släktet Telipogon och familjen orkidéer.
Artens utbredningsområde är Peru. Inga underarter finns listade i Catalogue of Life.